# Apentanodes globosus
Apentanodes globosus là một loài bọ cánh cứng trong họ Tenebrionidae. Loài này được Reiche miêu tả khoa học đầu tiên năm 1857.